# Euphyto
Euphyto is een vliegengeslacht uit de familie van de dambordvliegen (Sarcophagidae).

## Soorten
- E. caesia (Reinhard, 1963)
- E. nomiivora (James, 1955)
- E. pollinaris Reinhard, 1945
- E. rixosa Reinhard, 1956
- E. ruficeps Reinhard, 1953
- E. subopaca (Coquillett, 1897)